# Zhakou (köpinghuvudort i Kina, Hubei Sheng, lat 29,92, long 112,20)
Zhakou (kinesiska: 闸口, 闸口镇) är en köpinghuvudort i Kina. Den ligger i provinsen Hubei, i den centrala delen av landet, omkring 210 kilometer väster om provinshuvudstaden Wuhan. Antalet invånare är 45 945. Befolkningen består av 22 944 kvinnor och 23 001 män. Barn under 15 år utgör 11,0 %, vuxna 15-64 år 79 %, och äldre över 65 år 9,0 %.
Runt Zhakou är det tätbefolkat, med 442 invånare per kvadratkilometer. Närmaste större samhälle är Maojiagang, 18,6 km nordväst om Zhakou. Trakten runt Zhakou består till största delen av jordbruksmark.
Genomsnittlig årsnederbörd är 1 563 millimeter. Den regnigaste månaden är maj, med i genomsnitt 235 mm nederbörd, och den torraste är december, med 28 mm nederbörd.